# 361 Bononia
361 Bononia là một tiểu hành tinh rất lớn ở vành đai chính. Nó thuộc nhóm tiểu hành tinh Hilda và thuộc kiểu D, có thành phần cấu tạo bằng silicate giàu hợp chất hữu cơ, cacbon và silicate khan.
Tiểu hành tinh này do Auguste Charlois phát hiện ngày 11.3.1893 ở Nice, và được đặt theo tên tiếng Latinh của Bologna (Ý), hoặc của Boulogne-sur-Mer (Pháp).